# Klasztor Sióstr Sacré Coeur w Pobiedziskach
Klasztor Sióstr Sacré Coeur w Pobiedziskach – klasztor, dawniej ze szkołą i internatem dla dziewcząt, założony w 1921 roku przez Zgromadzenie Najświętszego Serca Jezusa w Polskiej Wsi, znajdujący się w granicach Pobiedzisk w województwie wielkopolskim. W latach 1945–1955 oraz od 1980 roku do szkoły tej uczęszczali także chłopcy. W gmachu szkoły, zamkniętej w 2011 roku, siostry Sacré Coeur prowadzą dom rekolekcyjny, specjalizujący się w rekolekcjach ignacjańskich.

## Historia

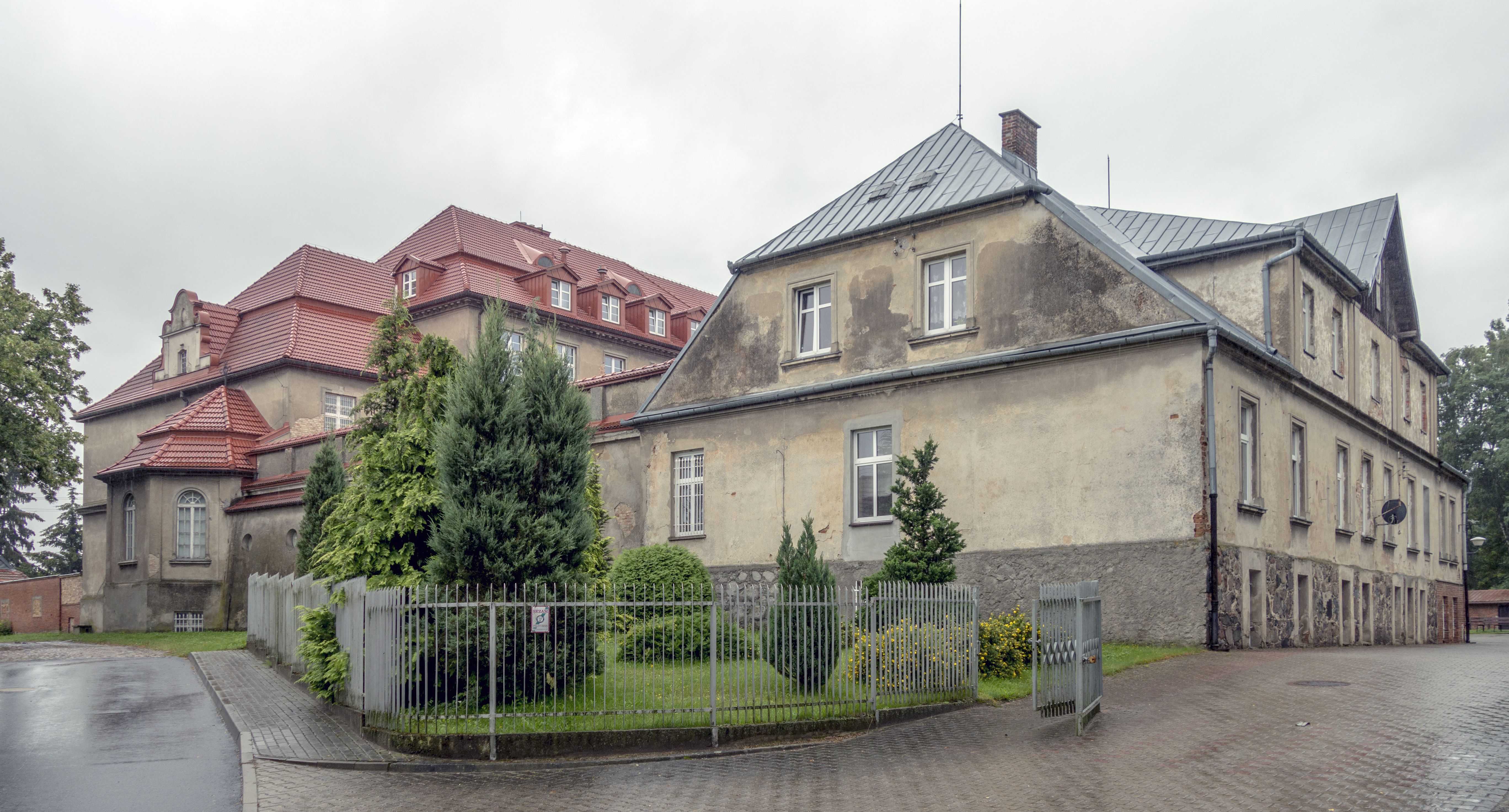
Widok od strony ul. Klasztornej

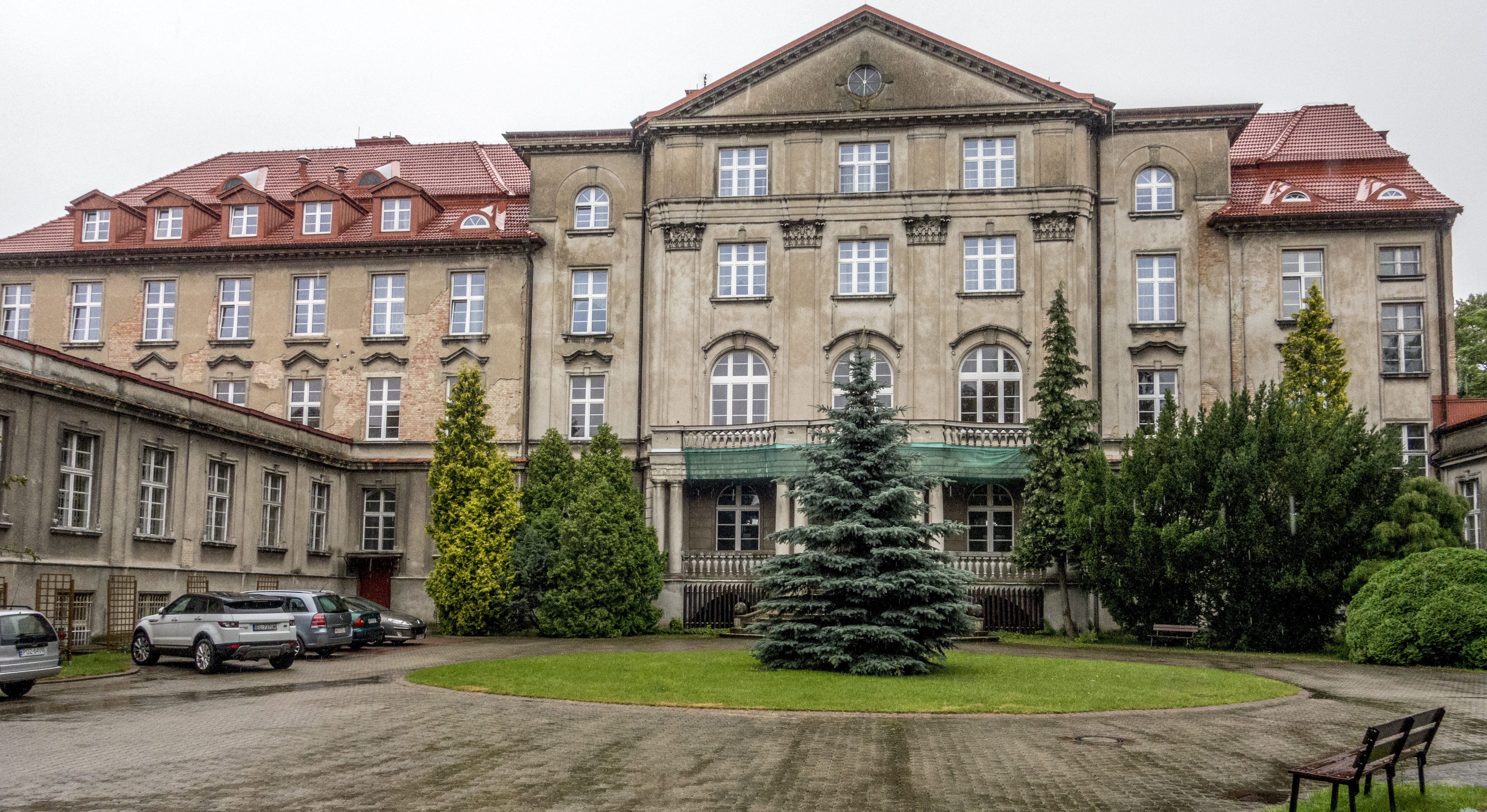
Dawna szkoła sióstr Sacré Coeur (obecnie dom rekolekcyjny)

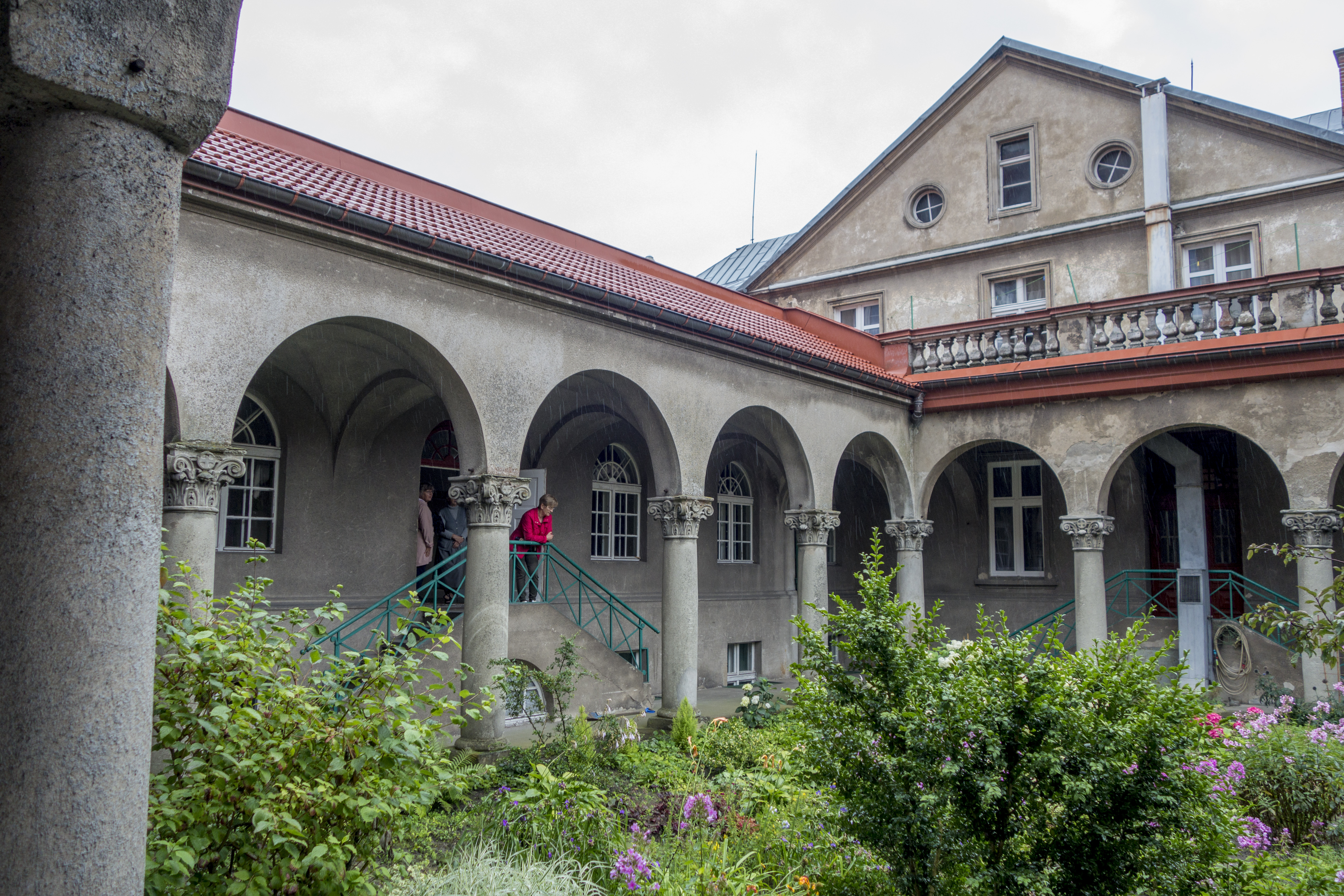
Wirydarz – ogród wewnątrz murów klasztornych

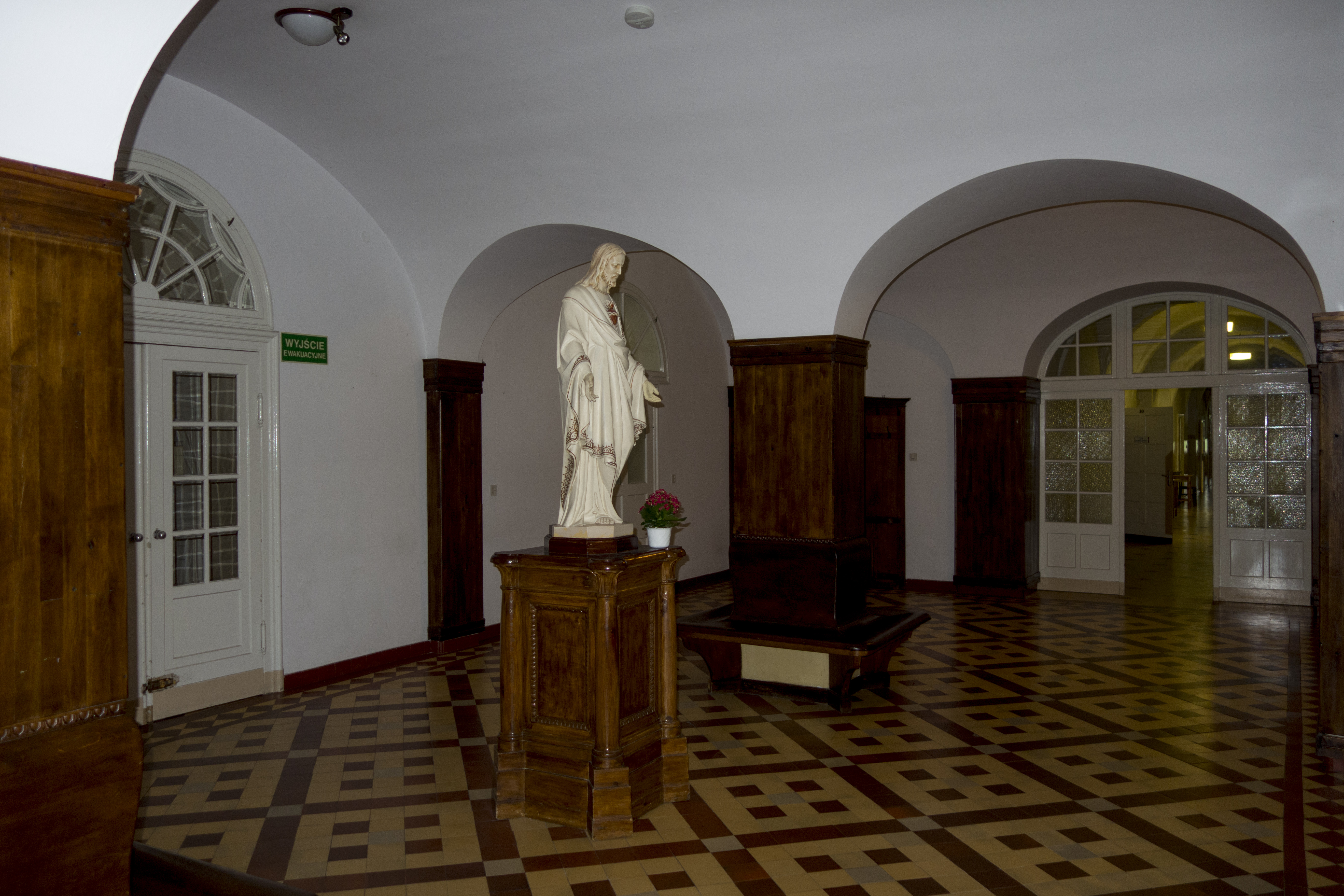
Główny hol szkoły

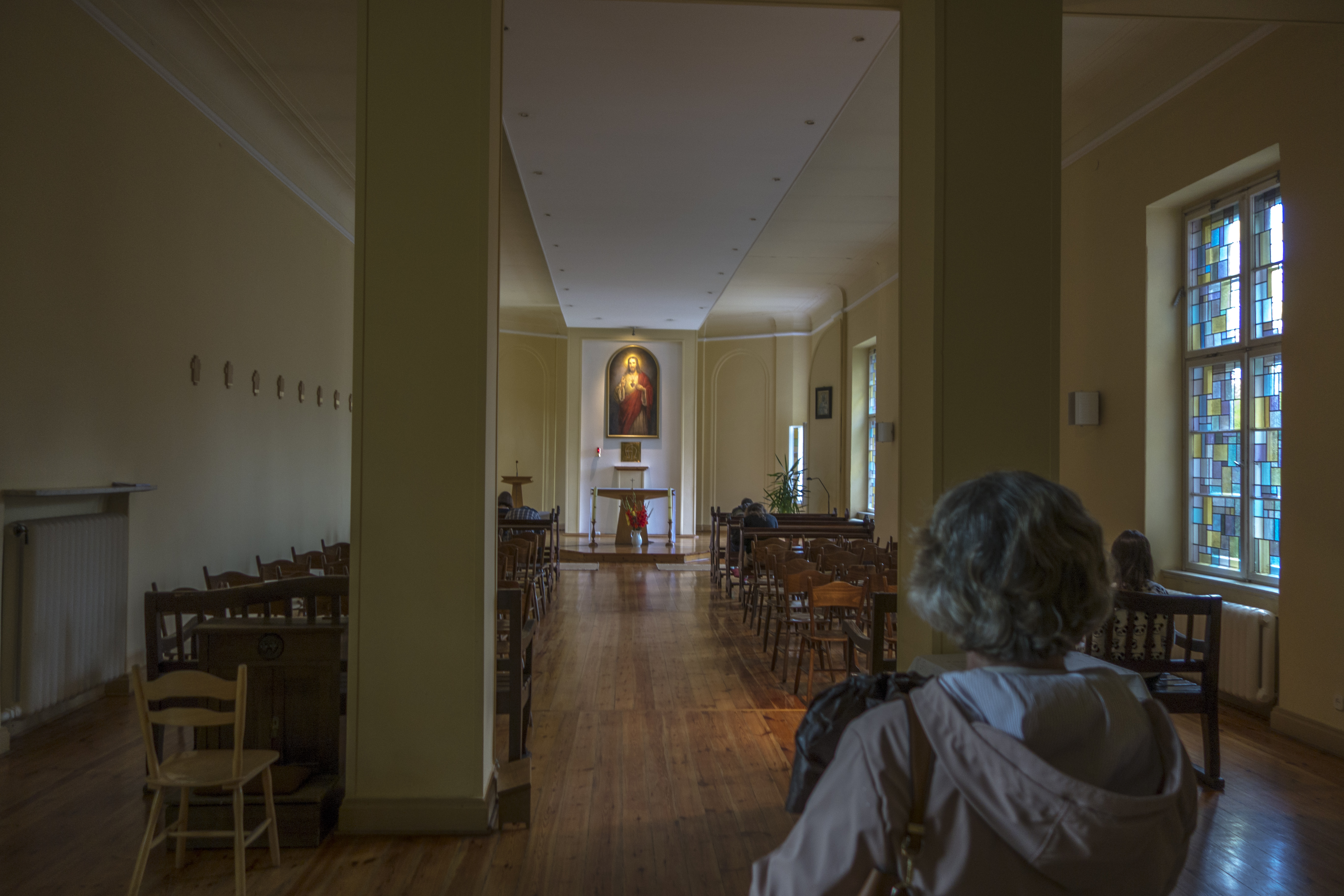
Wnętrze kaplicy

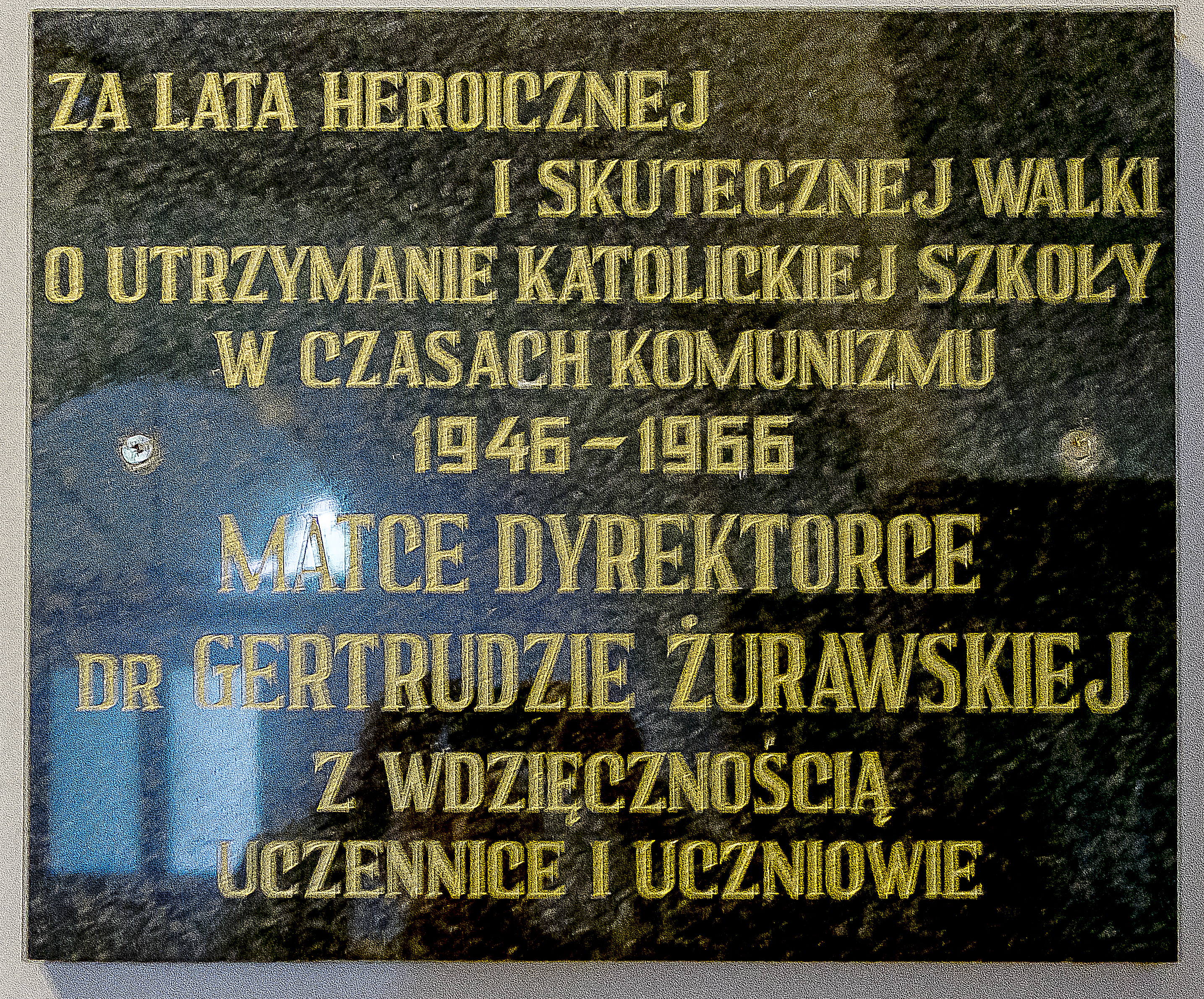
Tablica pamiątkowa Matki Gertrudy Żurawskiej (dyrektorki szkoły za czasów stalinizmu), znajdująca się w holu szkoły

W 1921 roku zgromadzenie zakupiło w Polskiej Wsi rozległą posiadłość z dworkiem, który został przeznaczony na klasztor. Obok zaczęto budowę dużej szkoły z internatem, wg projektu Juliana Putermana-Sadłowskiego. W styczniu 1922 roku zaczęła funkcjonować 8-klasowe gimnazjum, które cztery lata później otrzymało uprawnienia państwowe. Budynek ukończono w 1930 roku. Po reformie polskiego systemu edukacji (zapoczątkowanej w 1932 roku), szkołę przekształcono w 4-letnie gimnazjum i 2-letnie liceum, do której uczęszczało ok. 100 uczennic, prawie wszystkie mieszkające w internacie. Jednocześnie Zgromadzenie prowadziło Prywatne Kursy Gospodarstwa Domowego dla ok. trzydziestu ubogich dziewcząt z okolicznych wsi.
Podczas II wojny światowej przełożona generalna przysłała do tego klasztoru kilka zakonnic niemieckich, by reprezentowały go wobec hitlerowców i ochroniły posiadłość przed zniszczeniami wojennymi. W latach 1940–1945 w budynku funkcjonował szpital niemiecki, w którym pracowały siostry z zakonu, dzięki czemu wspólnota przetrwała okres okupacji.
Po zakończeniu działań wojennych w kwietniu 1945 roku siostry wznowiły funkcjonowanie gimnazjum, do którego  uczęszczali również chłopcy (na prośbę kardynała Augusta Hlonda), choć w internacie mieszkały tylko dziewczynki. W kolejnym roku otwarto 2-letnią Szkołę Rolniczą (która istniała do 1950 roku), aby objąć nauczaniem jak najwięcej młodzieży. Podyktowane to było faktem, że podczas wojny w Wielkopolsce nie było rozwiniętego systemu tajnego nauczania. W kolejnych latach szkoła przeobrażała się zgodnie z reformą szkolnictwa polskiego: 11-latka, potem 4-letnie liceum, 3-letnie gimnazjum i 3-letnie liceum. Dyrekcja co roku musiała ubiegać się o przyznanie praw państwowych, ale mimo trudności przetrwała czasy socjalistyczne i komunistyczne jako jedna z dziewięciu prywatnych polskich szkół żeńskich prowadzonych przez zgromadzenia zakonne w Polsce i jedyna w Wielkopolsce. Równolegle w latach 1957–1963 zakonnice prowadziły także szkołę Gospodarstwa Domowego.
Okres stalinizmu był dla szkoły najtrudniejszy, ale ówczesna dyrektorka Matka Gertruda Żurawska (1945–1967) walczyła o utrzymanie szkoły, prawa państwowe, nabór do szkoły oraz katolickie wychowanie uczennic, choć program szkolny był ściśle nadzorowany przez władze oświatowe. Siostry zapraszały do szkoły na wykłady wybitnych prelegentów (np. Stefana Świeżawskiego).
Z klasztorem w Pobiedziskach byli związani także wybitni księża, m.in. Jan Kątny oraz abp Józef Glemp, późniejszy prymas Polski, którzy byli kapelanami sióstr Sacré Coeur.
Ze względu na niż demograficzny i coraz trudniejszy nabór do szkoły, szkoła ostatecznie została zamknięta 31 sierpnia 2011 roku. W klasztorze pozostało kilka sióstr, które prowadzą dom rekolekcyjny (rekolekcje ignacjańskie, warsztaty i sesje rekolekcyjne, dni skupienia i rekolekcje w milczeniu).

## Absolwentki i absolwenci szkoły przy klasztorze Sacré Coeur
- Jadwiga Dąbrowska – filolożka romańska, poetka, tłumaczka, dziennikarka i działaczka polonijna na terenie Francji
- Irena Fenikowska z d. Hozakowska – żona pisarza i podróżnika Franciszka Fenikowskiego, matka aktora i reżysera Krzysztofa Orzechowskiego
- Teresa Górska-Żółtowska – psycholożka i neurofizjolożka
- Barbara Przygodzińska – łączniczka Narodowych Sił Zbrojnych i Armii Krajowej, córka Józefa Przygodzińskiego
- Ewa Semadeni z d. Wierzchleyska  – żona matematyka Zbigniewa Semadeni, córka superstulatki Wandy Wierzchleyskiej, redaktorka  "Głosu Dawnych", biuletynu Związku Wychowanek Zgromadzenia Najświętszego Serca Jezusa – Sacré Coeur[9]
- Zofia Skarżyńska – żona generała Michała Gutowskiego[10]
- Helena Szołdrska – archeolożka i prehistoryczka, żołnierka Armii Krajowej
- Maria Helena Świeżawska z d. Stadnicka – żona Stefana Świeżawskiego[5]
- Ewaryst Waligórski – inżynier, były minister transportu i gospodarki morskiej[1]